# متیل‌اتیل کتون اکسیم
متیل‌اتیل کتون اکسیم (به انگلیسی: Methylethyl ketone oxime) با فرمول شیمیایی C۴H۹NO یک ترکیب شیمیایی است. شکل ظاهری این ترکیب، مایع بی‌رنگ است.